# Campionato mondiale di hockey su ghiaccio Under-18 2012
Il 14º Campionato mondiale di hockey su ghiaccio U-18 è stato assegnato dall'International Ice Hockey Federation alla Repubblica Ceca, che lo ha ospitato a Brno, Znojmo e Břeclav nel periodo tra il 12 e il 22 aprile 2012. Le partite giocate a Brno si sono disputate all'interno della Kajot Arena, i match giocati a Znojmo si sono svolti nella Hostan Arena mentre quelli a Břeclav alla Alcaplast Arena. Brno e Znojmo erano originariamente le due sole sedi dell'evento, tuttavia il calendario fu modificato a causa dell'inaspettata qualificazione dell'HC Kometa Brno alla finale di Extraliga. Nella finale gli Stati Uniti si sono aggiudicati per il quarto anno consecutivo il titolo battendo la Svezia con il punteggio di 7-0. Dalla nascita del Campionato mondiale di hockey su ghiaccio maschile U-18 nel 1999 per gli Stati Uniti si tratta del settimo successo. Al terzo posto è giunto il Canada che ha avuto la meglio sulla Finlandia per 5-4 all'overtime.

## Campionato di gruppo A

### Partecipanti
Al torneo prendono parte 10 squadre:
| 8 dall'Europa     | Danimarca | Finlandia   |
| 8 dall'Europa     | Germania  | Lettonia    |
| 8 dall'Europa     | Rep. Ceca | Russia      |
| 8 dall'Europa     | Svezia    | Svizzera    |
| 2 dal Nordamerica | Canada    | Stati Uniti |

### Gironi preliminari
Le dieci squadre partecipanti sono state divise in due gironi da 5 cinque squadre ciascuno: le compagini che si classificano al primo posto nel rispettivo girone si qualificano direttamente alle semifinali. La seconda e la terza classifica di ciascun raggruppamento disputano invece i quarti di finale. La quarta e la quinta giocano infine un ulteriore girone al termine del quale le ultime due classificate vengono retrocesse in Prima Divisione.

#### Girone A
| Brno 12 aprile 2012, ore 16:00 UTC+2 | Danimarca | 1 – 6 (1-3; 0-2; 0-1) referto | Canada | Kajot Arena (1.236 spett.) |

| Brno 12 aprile 2012, ore 20:00 UTC+2 | Finlandia | 0 – 4 (0-0; 0-0; 0-4) referto | Stati Uniti | Kajot Arena (1.509 spett.) |

| Znojmo 13 aprile 2012, ore 15:00 UTC+2 | Rep. Ceca | 8 – 4 (1-1; 6-2; 1-1) referto | Danimarca | Hostan Arena (1.694 spett.) |

| Břeclav 14 aprile 2012, ore 13:00 UTC+2 | Stati Uniti | 5 – 0 (1-0; 3-0; 1-0) referto | Rep. Ceca | Alcaplast Arena (1.857 spett.) |

| Břeclav 14 aprile 2012, ore 19:00 UTC+2 | Canada | 2 – 4 (1-0; 1-3; 0-1) referto | Finlandia | Alcaplast Arena (825 spett.) |

| Brno 15 aprile 2012, ore 14:00 UTC+2 | Danimarca | 0 – 4 (0-1; 0-2; 0-1) referto | Stati Uniti | Kajot Arena (435 spett.) |

| Brno 16 aprile 2012, ore 16:00 UTC+2 | Canada | 6 – 2 (4-1; 0-1; 2-0) referto | Rep. Ceca | Kajot Arena (2.093 spett.) |

| Brno 16 aprile 2012, ore 20:00 UTC+2 | Finlandia | 5 – 1 (1-0; 2-1; 2-0) referto | Danimarca | Kajot Arena (383 spett.) |

| Brno 17 aprile 2012, ore 16:00 UTC+2 | Rep. Ceca | 2 – 6 (0-2; 1-1; 1-3) referto | Finlandia | Kajot Arena (1.450 spett.) |

| Brno 17 aprile 2012, ore 20:00 UTC+2 | Stati Uniti | 5 – 3 (0-0; 2-2; 3-1) referto | Canada | Kajot Arena (1.920 spett.) |

| Pos. |             | PG | V | VOT | POT | P | GF | GS | DR  | Pt | Accede a             |
| 1.   | Stati Uniti | 4  | 4 | 0   | 0   | 0 | 18 | 3  | +16 | 12 | Semifinali           |
| 2.   | Finlandia   | 4  | 3 | 0   | 0   | 1 | 15 | 9  | +6  | 9  | Quarti di finale     |
| 3.   | Canada      | 4  | 2 | 0   | 0   | 2 | 17 | 12 | +2  | 6  | Quarti di finale     |
| 4.   | Rep. Ceca   | 4  | 1 | 0   | 0   | 3 | 12 | 21 | -9  | 3  | Girone Retrocessione |
| 5.   | Danimarca   | 4  | 0 | 0   | 0   | 4 | 6  | 23 | -17 | 0  | Girone Retrocessione |

#### Girone B
| Znojmo 12 aprile 2012, ore 16:00 UTC+2 | Lettonia | 1 – 6 (0-2; 0-2; 1-2) referto | Russia | Hostan Arena (652 spett.) |

| Znojmo 12 aprile 2012, ore 20:00 UTC+2 | Germania | 1 – 8 (1-1; 0-2; 0-5) referto | Svezia | Hostan Arena (723 spett.) |

| Znojmo 13 aprile 2012, ore 19:00 UTC+2 | Svizzera | 2 – 4 (1-2; 1-2; 0-0) referto | Lettonia | Hostan Arena (147 spett.) |

| Znojmo 14 aprile 2012, ore 14:00 UTC+2 | Russia | 2 – 4 (1-2; 1-1; 0-1) referto | Germania | Hostan Arena (231 spett.) |

| Znojmo 14 aprile 2012, ore 18:00 UTC+2 | Svezia | 7 – 2 (3-0; 1-1; 3-1) referto | Svizzera | Hostan Arena (353 spett.) |

| Znojmo 15 aprile 2012, ore 18:00 UTC+2 | Lettonia | 1 – 3 (0-0; 0-1; 1-2) referto | Svezia | Hostan Arena (395 spett.) |

| Znojmo 16 aprile 2012, ore 16:00 UTC+2 | Germania | 4 – 5 (1-1; 2-2; 1-2) referto | Lettonia | Hostan Arena (230 spett.) |

| Znojmo 16 aprile 2012, ore 20:00 UTC+2 | Russia | 6 – 0 (1-0; 2-0; 3-0) referto | Svizzera | Hostan Arena (752 spett.) |

| Znojmo 17 aprile 2012, ore 16:00 UTC+2 | Svezia | 2 – 0 (2-0; 0-0; 0-0) referto | Russia | Hostan Arena (1.485 spett.) |

| Znojmo 17 aprile 2012, ore 20:00 UTC+2 | Svizzera | 2 – 6 (0-4; 0-1; 2-1) referto | Germania | Hostan Arena (342 spett.) |

| Pos. |          | PG | V | VOT | POT | P | GF | GS | DR  | Pt | Accede a             |
| 1.   | Svezia   | 4  | 4 | 0   | 0   | 0 | 20 | 4  | +16 | 12 | Semifinali           |
| 2.   | Russia   | 4  | 2 | 0   | 0   | 2 | 14 | 7  | +7  | 6  | Quarti di finale     |
| 3.   | Germania | 4  | 2 | 0   | 0   | 2 | 15 | 17 | -2  | 6  | Quarti di finale     |
| 4.   | Lettonia | 4  | 2 | 0   | 0   | 2 | 11 | 15 | -4  | 6  | Girone Retrocessione |
| 5.   | Svizzera | 4  | 0 | 0   | 0   | 4 | 6  | 23 | -17 | 0  | Girone Retrocessione |

### Girone per non retrocedere
Le ultime due classificate di ogni raggruppamento si sfidano in un girone all'italiana di sola andata. Le prime tre classificate guadagnano la permanenza nel Gruppo A, mentre l'ultima viene retrocessa in Prima Divisione. Le sfide tra squadre provenienti dallo stesso girone si disputano, ma tutte le squadre ereditano i punti e la differenza reti delle partite precedentemente giocate. Pertanto Repubblica Ceca e Lettonia partono da 3 punti in virtù delle vittorie rispettivamente su Danimarca e Svizzera.
| Znojmo 19 aprile 2012, ore 15:00 UTC+2 | Rep. Ceca | 2 – 4 (0-1; 1-1; 1-2) referto | Svizzera | Hostan Arena (473 spett.) |

| Znojmo 19 aprile 2012, ore 19:00 UTC+2 | Lettonia | 3 – 4 (d.t.s.) (0-1; 2-0; 1-2) referto | Danimarca | Hostan Arena (202 spett.) |

| Znojmo 20 aprile 2012, ore 15:00 UTC+2 | Rep. Ceca | 7 – 4 (2-1; 4-1; 1-2) referto | Lettonia | Hostan Arena (847 spett.) |

| Znojmo 20 aprile 2012, ore 19:00 UTC+2 | Danimarca | 2 – 1 (1-0; 1-0; 0-1) referto | Svizzera | Hostan Arena (351 spett.) |

| Pos. |           | PG | V | VOT | POT | P | GF | GS | DR | Pt |
| 1.   | Svizzera  | 2  | 2 | 0   | 0   | 1 | 8  | 7  | +1 | 6  |
| 2.   | Rep. Ceca | 2  | 2 | 0   | 0   | 1 | 17 | 12 | +5 | 6  |
| 3.   | Lettonia  | 2  | 1 | 0   | 1   | 1 | 11 | 13 | -2 | 4  |
| 4.   | Danimarca | 3  | 0 | 1   | 0   | 2 | 9  | 13 | -4 | 2  |

### Fase ad eliminazione diretta
|  | Quarti di finale | Quarti di finale | Quarti di finale |  |  | Semifinali | Semifinali  | Semifinali |  |  | Finali          | Finali          | Finali          |
|  |                  |                  |                  |  |  |            |             |            |  |  |                 |                 |                 |
|  |                  |                  |                  |  |  | B1         | Svezia      | 7          |  |  |                 |                 |                 |
|  | A2               | Finlandia        | 8                |  |  | A2         | Finlandia   | 3          |  |  |                 |                 |                 |
|  | B3               | Germania         | 0                |  |  |            |             |            |  |  | B1              | Svezia          | 0               |
|  |                  |                  |                  |  |  |            |             |            |  |  | A1              | Stati Uniti     | 7               |
|  |                  |                  |                  |  |  | A1         | Stati Uniti | 2          |  |  |                 |                 |                 |
|  | B2               | Russia           | 2                |  |  | A3         | Canada      | 1          |  |  | Finale 3° posto | Finale 3° posto | Finale 3° posto |
|  | A3               | Canada           | 4                |  |  |            |             |            |  |  | A2              | Finlandia       | 4               |
|  |                  |                  |                  |  |  |            |             |            |  |  | A3              | Canada          | 5               |

#### Quarti di finale
| Brno 19 aprile 2012, ore 15:00 UTC+2 | Finlandia | 8 – 0 (2-0; 4-0; 2-0) referto | Germania | Kajot Arena (353 spett.) |

| Brno 19 aprile 2012, ore 19:00 UTC+2 | Russia | 2 – 4 (0-2; 1-1; 1-1) referto | Canada | Kajot Arena (525 spett.) |

#### Semifinali
| Brno 20 aprile 2012, ore 15:00 UTC+2 | Svezia | 7 – 3 (1-1; 2-2; 4-0) referto | Finlandia | Kajot Arena (520 spett.) |

| Brno 20 aprile 2012, ore 19:00 UTC+2 | Stati Uniti | 2 – 1 (1-1; 0-0; 1-0) referto | Canada | Kajot Arena (640 spett.) |

#### Finale per il 5º posto
| Brno 21 aprile 2012, ore 14:00 UTC+2 | Germania | 4 – 1 (0-1; 2-0; 2-0) referto | Russia | Kajot Arena (310 spett.) |

#### Finale per il 3º posto
| Brno 22 aprile 2012, ore 12:00 UTC+2 | Finlandia | 4 – 5 (d.t.s.) (0-2; 3-2; 1-0) referto | Canada | Kajot Arena (1.150 spett.) |

#### Finale
| Brno 22 aprile 2012, ore 16:00 UTC+2 | Svezia | 0 – 7 (0-1; 0-3; 0-3) referto | Stati Uniti | Kajot Arena (2.145 spett.) |

### Classifica marcatori
| Giocatore            | PG | G | A | Pt | +/- | MP |
| -------------------- | -- | - | - | -- | --- | -- |
| Matt Dumba           | 7  | 5 | 7 | 12 | +2  | 20 |
| Artturi Lehkonen     | 7  | 7 | 3 | 10 | +3  | 6  |
| Henrik Haapala       | 7  | 4 | 6 | 10 | +4  | 2  |
| Rasmus Kulmala       | 7  | 5 | 4 | 9  | +4  | 2  |
| Sebastian Collberg   | 6  | 4 | 5 | 9  | +1  | 14 |
| Nicolas Kerdiles     | 6  | 4 | 5 | 9  | +8  | 2  |
| Alexander Wennberg   | 6  | 3 | 6 | 9  | +2  | 0  |
| Kerby Rychel         | 7  | 5 | 3 | 8  | +4  | 12 |
| Kristoffer Lauridsen | 5  | 4 | 4 | 8  | +4  | 4  |
| Gustav Possler       | 6  | 4 | 4 | 8  | +5  | 0  |

### Classifica portieri
| Giocatore         | Min    | TC  | GS | SO | MGS  | Sv%   |
| ----------------- | ------ | --- | -- | -- | ---- | ----- |
| Collin Olson      | 300:00 | 116 | 4  | 3  | 0.80 | 96.55 |
| Oscar Dansk       | 272:47 | 143 | 9  | 1  | 1.98 | 93.71 |
| Andrej Vasilevski | 299:20 | 141 | 11 | 1  | 2.20 | 92.20 |
| Matt Murray       | 419:51 | 210 | 19 | 0  | 2.72 | 90.95 |
| Geroge Sorensen   | 276:12 | 193 | 18 | 0  | 3.91 | 90.67 |

### Classifica finale
| Pos | Squadra     |
| --- | ----------- |
| 1   | Stati Uniti |
| 2   | Svezia      |
| 3   | Canada      |
| 4   | Finlandia   |
| 5   | Russia      |
| 6   | Germania    |
| 7   | Svizzera    |
| 8   | Rep. Ceca   |
| 9   | Lettonia    |
| 10  | Danimarca   |

| Promossa nel Gruppo A:         | Slovacchia |
| Retrocessa in Prima divisione: | Danimarca  |

#### Riconoscimenti
Riconoscimenti individuali
| Premio             | Giocatore      |
| ------------------ | -------------- |
| Miglior portiere   | Collin Olson   |
| Miglior difensore  | Matt Dumba     |
| Miglior attaccante | Filip Forsberg |

## Prima Divisione
Il Campionato di Prima Divisione si è svolto in due gironi all'italiana. Il Gruppo A si sta giocando a Piešťany, in Slovacchia, fra l'11 e il 17 aprile 2012. Il Gruppo B si sta giocando a Székesfehérvár, in Ungheria, fra l'11 e il 17 aprile 2012:

### Gruppo A
| Pos. |            | PG | V | VOT | POT | P | GF | GS | DR  | Pt |
| 1.   | Slovacchia | 5  | 5 | 0   | 0   | 0 | 30 | 6  | +24 | 15 |
| 2.   | Norvegia   | 5  | 3 | 0   | 0   | 2 | 22 | 20 | +2  | 9  |
| 3.   | Italia     | 5  | 1 | 1   | 2   | 1 | 17 | 20 | -3  | 7  |
| 4.   | Francia    | 5  | 1 | 1   | 0   | 3 | 12 | 19 | -7  | 5  |
| 3.   | Slovenia   | 5  | 1 | 1   | 0   | 3 | 12 | 21 | -9  | 5  |
| 4.   | Giappone   | 5  | 1 | 0   | 1   | 3 | 14 | 21 | -7  | 4  |

| Promossa in Gruppo A: Slovacchia | Retrocessa in Prima Divisione B: Giappone |

### Gruppo B
| Pos. |             | PG | V | VOT | POT | P | GF | GS | DR  | Pt |
| 1.   | Bielorussia | 5  | 5 | 0   | 0   | 0 | 28 | 9  | +19 | 15 |
| 2.   | Kazakistan  | 5  | 3 | 1   | 0   | 1 | 27 | 16 | +11 | 11 |
| 5.   | Austria     | 5  | 2 | 1   | 0   | 2 | 21 | 21 | 0   | 8  |
| 4.   | Ucraina     | 5  | 1 | 1   | 1   | 2 | 20 | 26 | -6  | 6  |
| 5.   | Polonia     | 5  | 0 | 1   | 1   | 2 | 13 | 30 | -17 | 3  |
| 6.   | Ungheria    | 5  | 0 | 0   | 2   | 3 | 13 | 20 | -7  | 2  |

| Promossa in Prima Divisione A: Bielorussia | Retrocessa in Seconda Divisione A: Ungheria |

## Seconda Divisione
Il Campionato di Seconda Divisione si è svolto in due gironi all'italiana. Il Gruppo A ha giocato ad Heerenveen, nei Paesi Bassi, fra il 31 marzo e il 6 aprile 2012. Il Gruppo B ha giocato a Novi Sad, in Serbia, fra il 20 e il 26 marzo 2012:

### Gruppo A
| Pos. |               | PG | V | VOT | POT | P | GF | GS | DR  | Pt |
| 1.   | Corea del Sud | 5  | 4 | 0   | 0   | 1 | 17 | 14 | +3  | 12 |
| 2.   | Romania       | 5  | 4 | 0   | 0   | 1 | 25 | 15 | +10 | 12 |
| 3.   | Lituania      | 5  | 3 | 1   | 0   | 1 | 22 | 11 | +11 | 11 |
| 4.   | Regno Unito   | 5  | 1 | 1   | 0   | 3 | 18 | 17 | +1  | 5  |
| 5.   | Croazia       | 5  | 1 | 0   | 1   | 3 | 8  | 28 | -15 | 4  |
| 6.   | Paesi Bassi   | 5  | 0 | 0   | 1   | 4 | 16 | 26 | -10 | 1  |

| Promossa in Prima Divisione B: Corea del Sud | Retrocessa in Seconda Divisione B: Paesi Bassi |

### Gruppo B
| Pos. |           | PG | V | VOT | POT | P | GF | GS | DR  | Pt |
| 1.   | Estonia   | 5  | 4 | 1   | 0   | 0 | 32 | 17 | +15 | 14 |
| 2.   | Serbia    | 5  | 3 | 0   | 0   | 2 | 22 | 16 | +6  | 9  |
| 3.   | Spagna    | 5  | 2 | 1   | 0   | 2 | 21 | 18 | +3  | 8  |
| 4.   | Islanda   | 5  | 2 | 0   | 1   | 2 | 23 | 23 | 0   | 7  |
| 5.   | Australia | 5  | 1 | 1   | 0   | 3 | 8  | 20 | -12 | 4  |
| 6.   | Cina      | 5  | 0 | 1   | 1   | 3 | 18 | 30 | -12 | 3  |

| Promossa in Seconda Divisione A: Estonia | Retrocessa in Terza Divisione: Cina |

## Terza Divisione
Il Campionato di Terza Divisione si è svolto si è svolto in un unico girone all'italiana a Sofia, in Bulgaria, fra il 14 e il 18 marzo 2012:
| Pos. |               | PG | V | VOT | POT | P | GF | GS | DR  | Pt |
| 1.   | Belgio        | 5  | 5 | 0   | 0   | 0 | 48 | 12 | +36 | 15 |
| 2.   | Nuova Zelanda | 5  | 4 | 0   | 0   | 1 | 33 | 13 | +20 | 12 |
| 3.   | Messico       | 5  | 3 | 0   | 0   | 2 | 24 | 15 | +9  | 9  |
| 4.   | Bulgaria      | 5  | 2 | 0   | 0   | 3 | 27 | 23 | +4  | 6  |
| 5.   | Taipei cinese | 5  | 1 | 0   | 0   | 4 | 19 | 26 | -5  | 3  |
| 6.   | Sudafrica     | 5  | 0 | 0   | 0   | 5 | 6  | 68 | -62 | 0  |

| Promossa in Prima Divisione A: Belgio | Retrocessa dalla Seconda Divisione B: Cina |